# Tapete berbere

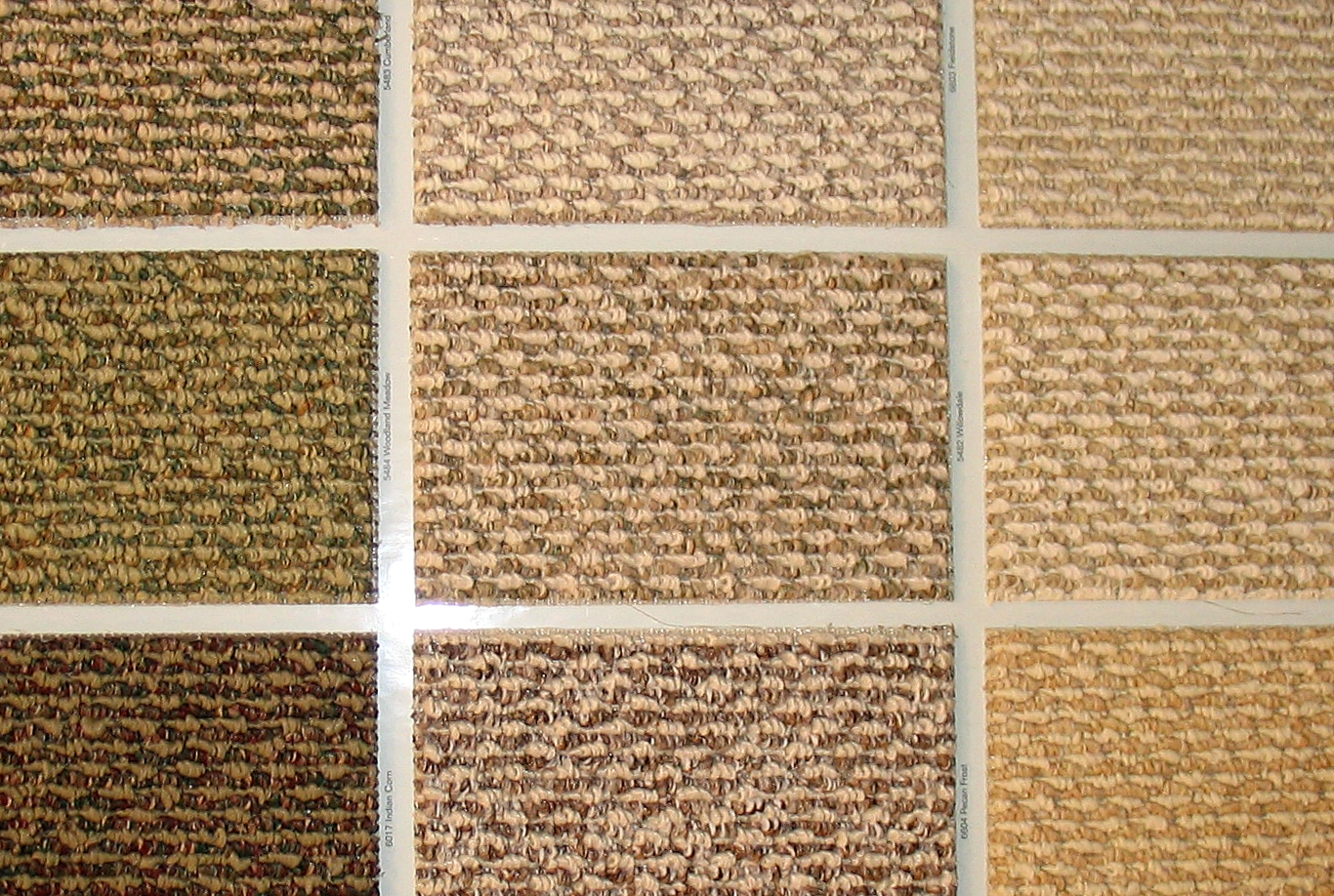
Amostras de tapete berbere

Tapetes berberes são tapetes feitos à mão pelos berberes habitantes do Norte da África e do Saara. Os tapetes podem ter um design tradicional ou moderno, e são diferenciados pelos tipos distintos de nós, tinturas e texturas de tecidos.

## História

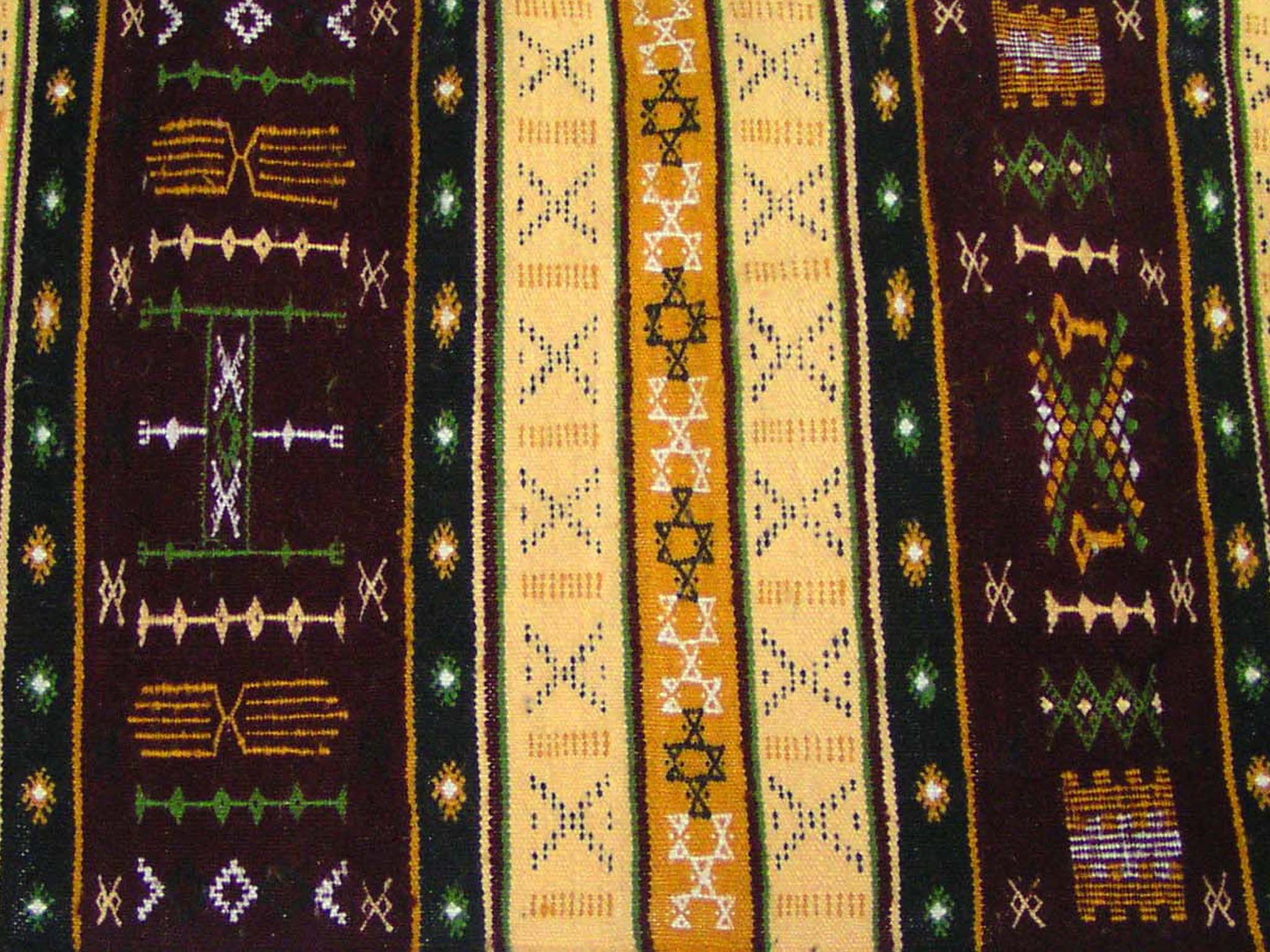
Detalhe de um tapete berbere tradicional

A origem da confecção de tapetes pelas populações berberes se deu há vários milhares de anos. A forma da tecelagem manual que criaram foi atribuída a sua tribo, e eles usavam fibras naturais para criar mantos, tapetes e outros tecidos.

## Tapetes modernos e tradicionais

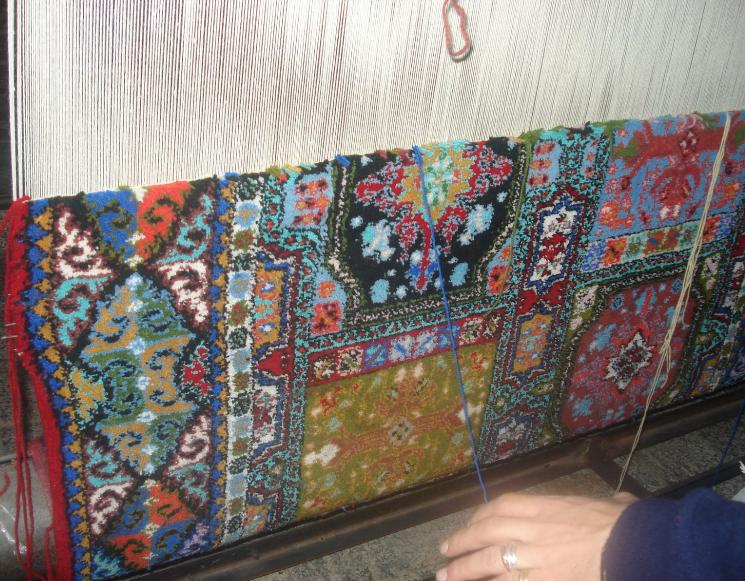
Tapete artesanal berbere do Marrocos

Os tapetes industrializados modernos dos berberes são únicos por um tipo de confecção de felpa circular que garante uma aparência similar ao nó específico dos tapetes berberes tradicionais. Os tapetes modernos geralmente possuem pequenas salpicadas de cor escura sobre tonalidades mais claras de cores de fundo fazendo-os parecer uma versão não tingida natural dos tapetes tradicionais. Eles geralmente têm um mix de cores simples sem nenhum padrão e são relativamente baratos e duráveis. São comuns em áreas de muito uso, como escritórios, por exemplo. A peculiar textura e aparência do nó dos tradicionais tapetes berberes feitos à mão hoje em dia são, quase sempre, confeccionados em designs de cores vivas que são diferentes de outros tapetes orientais.
Tapetes berberes feitos à mão e caseiros ainda são uma atividade comum em muitas áreas de países berberes. Muitas famílias berberes garantem o seu sustento principal na confecção manual de tapetes e sua venda em mercados locais para comerciantes e turistas. Os tapetes berberes tradicionais são diferentes daqueles feitos em grande escala em mercados industrializados. Eles, com frequência, usam designs culturais e são tipicamente feitos de matéria prima natural.
Atualmente, existem vários tipos de tapetes berberes modernos feitos a partir de uma grande variedade de materiais como nylon, fibras de alceno (ou olefina) e lã, na sua maioria, exceto pelos tapetes tunisianos, comumente chamados “Mergoum”, que ainda preservam um know how herdado de métodos de confecções ancestrais. As autoridades da Tunísia ainda controlam cada peça produzida para garantir a qualidade do espírito ‘berbere’ quanto à sua forma, padrão e símbolos, e só é permitido confeccioná-los em lã, proibindo-se qualquer uso de materiais sintéticos, de modo que cada tapete tem um selo feito de cera vermelha (pelas autoridades da Tunísia responsáveis por artesanatos).
Em outros países, a olefina é usada com mais frequência por ser um material mais acessível, podendo-se encontrar tapetes que são misturas de diferentes materiais.
Tapetes berberes são extremamente duráveis e encontrados com frequência em escritórios, escolas e outras áreas de grande circulação. Também são resistentes a manchas e quase sempre custam menos que outros tapetes de felpa mais luxuosos. Para sua manutenção, a maioria dos profissionais recomendam que o tapete de olefina berbere do Marrocos deve ser limpado usando um processo de dry-cleaning ou de pouca umidade. A limpeza à vapor tradicional, com detergentes altamente alcalinos, pode causar possíveis queimaduras de pH na olefina, fazendo com que apareçam manchas amarelas ou marrons. Tais manchas também podem ser resultado do desbotamento, pela luminosidade, dos açúcares em tapetes de fibras naturais ao serem secados a partir de cima causando uma secagem errada, geralmente fruto de umidade excessiva. Existem alguns produtos químicos de limpeza de tapetes capazes de remover a maioria dessas manchas amarelas e marrons, mas são muito caros. Um método de secagem melhor, mas mais difícil, seria a secagem por baixo. Esse método quase sempre exige que se eleve uma parte do tapete e a colocação de um ventilador sob ele, além do uso de ar quente, não apenas o ar na temperatura ambiente. Infelizmente, muitas dessas manchas podem ser permanentes se não removidas imediatamente por um profissional capacitado. Assim como todos os tapetes, o tapete berbere deve ser limpo a cada 6 ou 12 meses para se evitar padrões de desgaste permanente.
Atualmente, existem centenas de lojas online vendendo tapetes berberes, como o WeBerber o Moroccan rug